# Geher-Länderkampf der Männer 1985 BR Deutschland – Schweiz
| 8. Leichtathletik-Länderkampf mit bundesdeutscher Beteiligung 1985 | 8. Leichtathletik-Länderkampf mit bundesdeutscher Beteiligung 1985 |
| ------------------------------------------------------------------ | ------------------------------------------------------------------ |
|                                                                    |                                                                    |
| Gehervergleich der Männer: BR Deutschland – Schweiz                |                                                                    |
| Austragungsort                                                     | Eschborn                                                           |
| Wettbewerbe                                                        | 1                                                                  |
| Datum                                                              | 9. Juni                                                            |
| 1. FRG 2. SUI                                                      | 16 Punkte 06 Punkte                                                |
| Chronik                                                            |                                                                    |
| ← FIN-FRG/FRG-CAN 00Werfer (F)                                     | FRG-BGR-POL (F) →                                                  |

Im achten Vergleich des Länderkampfjahres 1985 waren die Geher an der Reihe. Zum neunten Mal trafen sich dazu die Vertreter aus der Bundesrepublik Deutschland und der Schweiz in einem Zweiländerkampf. Die ersten vier Begegnungen hatte allesamt die Schweiz mit ihren damals starken Gehern gewonnen. Seit 1961 hatte die Bundesrepublik jeweils vorne gelegen. So lautete die Zwischenbilanz vier zu vier. Zwischenzeitlich hatte es darüber hinaus Begegnungen unter Beteiligung weiterer Länder gegeben, in denen jeweils die bundesdeutschen Geher gesiegt hatten. Am 9. Juni war nun das südhessische Eschborn Austragungsort der Veranstaltung.

## Modus
Auf dem Programm stand zum zweiten Mal in der deutschen Länderkampfgeschichte der Gehervergleiche nur ein Wettbewerb, der über 20 Kilometer ausgetragen wurde. In der Regel wurden in Geherländerkämpfen der Männer immer zwei Streckenlängen angeboten. Jedes Team konnte hier in Eschborn vier Teilnehmer stellen, von denen die drei Besten gewertet wurden. Die Punkte wurden wie folgt vergeben. 1. Platz: 7 Punkte / 2. Pl.: 5 P / 3. Pl.: 4 P / 4. Pl.: 3 P. / …

## Ergebnis
Das Aufeinandertreffen endete mit einem sehr einseitigen Ausgang. Alle vier bundesdeutschen Geher lagen am Ende vor den vier Schweizer Vertretern. So gab es mit sechzehn zu sechs Punkten einen bundesdeutschen Erfolg mit der maximalen Punktzahl, sodass die Bundesrepublik zum ersten Mal in der Gesamtbilanz der Aufeinandertreffen vorne lag.

## Resultate

### 20-km-Straßengehen
| Platz | Athlet               | Land | Zeit (h) |
| ----- | -------------------- | ---- | -------- |
| 1     | Horst-Joachim Matern | FRG  | 1:26:05  |
| 2     | Karl Degener         | FRG  | 1:26:36  |
| 3     | Nils Brandt          | FRG  | 1:28:11  |
| 4     | Alfons Schwarz       | FRG  | 1:31:15  |
| 5     | Sylvestre Marclay    | SUI  | 1:31:47  |
| 6     | Bernard Binggeli     | SUI  | 1:33:53  |
| 7     | Daniele Carobbio     | SUI  | 1:38:25  |
| 8     | Renzo Toscanelli     | SUI  | 1:38:27  |